# Fatmir Sejdiu
Fatmir Sejdiu (Pakashtica, 23 oktober 1951) is een Kosovaars politicus. Hij was de eerste president van het onafhankelijke Kosovo.

## Biografie
Sejdiu werd in februari 2006 verkozen tot president van Kosovo, op dat moment nog een opstandige provincie van Servië en Montenegro. Op 17 februari 2008 verklaarde zijn land zich onafhankelijk, en werd hij het eerste staatshoofd van het onafhankelijke Kosovo. Hij bleef deze post bezetten tot 27 september 2010, toen het Grondwettelijk Hof oordeelde dat het gelijktijdig houden van het presidentschap en het voorzitterschap van de LDK in strijd was met de Kosovaarse grondwet. Voor zijn verkiezing tot president was hij hoogleraar in de rechtsgeleerdheid aan de universiteit van Pristina.
- Gemeinsame Normdatei: 1066350892
- International Standard Name Identifier: 0000 0000 5449 086X
- Library of Congress Control Number: no2007088581
- Virtual International Authority File: 7174525
- WorldCat: E39PBJxCxYbwvyvK6CRcC9pMfq

Fatmir Sejdiu · Behgjet Pacolli · Atifete Jahjaga · Hashim Thaçi · Vjosa Osmani